# 深夜食堂
『深夜食堂』（しんやしょくどう）は、安倍夜郎の原作・作画による漫画である。これを原作として、テレビドラマ、ミュージカル、演劇、朗読劇並びに映画も製作された。

## 概要
東京・新宿ゴールデン街の片隅に小さな“めしや”がある。人は深夜食堂と呼ぶ。営業時間は深夜0時から朝7時ごろまで、メニューは豚汁定食にビール・焼酎・酒だけ。あとは注文があれば、できるものなら作る。その街で生きる人、訪れる人、様々な人々がこの店に集い、心を満たしていく物語。
作中では現実の掲載年月相当の時間が経過しており、また過去の回想や後日談などで数年～十数年単位の年月が経過する事があるが、マスターをはじめ主要人物の外見が加齢により変化する描写はない。
安倍夜郎は、『ビッグコミックオリジナル』の編集者から同誌には売れ筋となる医療と食を主題とする連載が無いため、そのいずれかを描かないか薦められ、食を選んだという。物語の設定は、桂雀三郎の『やぐら行進曲』からヒントを得、マスターの語り口で物語が展開する手法は、デイモン・ラニアンの『ブロードウェイの天使』を参考にした。2006年10月12日に発売された『ビッグコミックオリジナル』第33巻第27号（2006年11月12日増刊号）に読切一挙3話掲載で初登場。それ以降、1回に2話掲載、出張宣伝漫画などを経て、2007年8月からは『ビッグコミックオリジナル』で連載している。作中には、安倍夜郎の出身地である高知県の食材が度々登場している。単行本は、朝鮮語、中国語のほかフランス語などにも翻訳された。 マンガ大賞2009で第4位になったのに続き、第55回小学館漫画賞一般向け部門、第39回日本漫画家協会賞大賞、第9回富川漫画大賞海外作家賞（朝: 제9회부천만화대상해외작가상）及び第11回ACBDアジア賞（仏: 11e Prix Asie de la Critique ACBD）を受賞した。
本作を原作に、日本、韓国、台湾及び中国でテレビドラマが、韓国でミュージカルが、台湾で舞台並びに朗読劇が、日本及び中国で映画が制作された。韓国では、本作に影響を受け深夜食堂の看板を上げる実店舗が複数軒営業している。

## 副題一覧
『深夜食堂』では、連載回次を第1回や第1話ではなく第1夜と「夜」で数えている。
- 第1夜 赤いウインナー[注 5][10]
- 第2夜 きのうのカレー[注 6]
- 第3夜 猫まんま[注 7]
- 第4夜 しょうゆとソース[注 8]
- 第5夜 牛すじ大根玉子入り[注 9]
- 第6夜 納豆[注 10]
- 第7夜 焼き海苔[注 11]
- 第8夜 たらこ[注 12]
- 第9夜 カツ丼[注 13]
- 第10夜 ナポリタン[注 14]
- 第11夜 ポテトサラダ[注 15]
- 第12夜 キューリのぬか漬け[注 16]
- 第13夜 スイカ[注 17]
- 第14夜 ラーメン[注 18]
- 箸休め カツカレー[注 19]
- 第15夜 刺身のつま[注 20]
- 第16夜 冷や汁[注 21]
- 第17夜 タマゴサンド[注 22]
- 第18夜 秋刀魚の塩焼き[注 23]
- 第19夜 お茶漬け[注 24]
- 第20夜 トイレの客[注 25]
- 第21夜 オニオンリング[注 26]
- 第22夜 カリカリベーコン[注 27]
- 第23夜 カキフライ[注 28]
- 第24夜 肉じゃが[注 29]
- 第25夜 ソース焼きそば[注 30]
- 第26夜 割り箸[注 31]
- 第27夜 カニ[注 32]
- 第28夜 いただきます[注 33]
- 第29夜 プリン[注 34]
- 第30夜 鍋焼きうどん[注 35]
- 第31夜 再び赤いウインナー[注 36]
- 第32夜 ゆでたまご
- 第33夜 半分こ
- 第34夜 バターライス
- 第35夜 唐揚げ
- 第36夜 たけのこ
- 第37夜 魚肉ソーセージ
- 第38夜 春雨サラダ
- 第39夜 あさりの酒蒸し
- 第40夜 ビーフストロガノフ
- 第41夜 ふりかけ3色パック
- 第42夜 らっきょうの甘酢漬け
- 第43夜 ちくわ
- 箸休め みょうが[注 37]
- 第44夜 うなぎのタレ[注 38]
- 第45夜 豚足[注 39]
- 第46夜 冷やしトマト
- 第47夜 小指
- 第48夜 やっこ
- 第49夜 串かつ
- 第50夜 秋なす
- 第51夜 きんぴらごぼう
- 第52夜 いなりずし
- 第53夜 肉と野菜
- 第54夜 あたりめ
- 第55夜 コロッケ
- 第56夜 銀杏
- 第57夜 冬至のカボチャ
- 箸休め トイレ[注 40]
- 第58夜 麻婆豆腐[注 41]
- 第59夜 数の子[注 42]
- 第60夜 ミートソース
- 第61夜 クリームシチュー
- 第62夜 缶詰
- 第63夜 豚キムチ[注 43]
- 第64夜 早めし
- 第65夜 カレーうどん
- 第66夜 ホーレン草のゴマ和え
- 第67夜 春キャベツ
- 第68夜 アジの開き
- 第69夜 ギョーザ
- 第70夜 ハンバーグ
- 第71夜 オムライス
- 箸休め グチ[注 44]
- 第72夜 豚バラトマト巻き[注 45]
- 第73夜 麦茶[注 46]
- 第74夜 キューリ
- 第75夜 生姜焼き定食
- 第76夜 ガリガリ君
- 第77夜 コンソメスープ
- 第78夜 新米
- 第79夜 松茸
- 第80夜 サバのみそ煮
- 第81夜 ゲソ揚げ[注 47]
- 第82夜 焼きおにぎり
- 第83夜 冷やし中華
- 第84夜 ちくわの磯辺揚げ[注 48]
- 第85夜 再びお茶漬け
- 箸休め ビンゴ[注 49]
- 第86夜 甘い玉子焼き[注 50]
- 第87夜 もち[注 51]
- 第88夜 ハムカツ[注 52]
- 第89夜 煮こごり[注 53]
- 第90夜 鶏そぼろ重[注 54]
- 第91夜 グリーンアスパラ
- 第92夜 にんじん
- 第93夜 レバにらorにらレバ
- 第94夜 カツ煮
- 第95夜 炒めごはん
- 第96夜 ジンジャーエールとお子様ランチ
- 第97夜 揚げもの[注 55]
- 第98夜 朝カレー[注 56]
- 第99夜 酢豚[注 57]
- 箸休め お湯[注 58]
- 第100夜 ゴーヤー[注 59]
- 第101夜 タコぶつ
- 第102夜 食後の一服[注 60]
- 第103夜 豚の角煮[注 61]
- 第104夜 ピーナツと柿の種
- 第105夜 塩鮭[注 62]
- 第106夜 おから[注 63]
- 第107夜 湯豆腐[注 64]
- 第108夜 リンゴ
- 第109夜 オイルサーディン
- 第110夜 目玉焼き
- 第111夜 桜でんぶ
- 第112夜 中濃ソース[注 65]
- 第113夜 油揚げ
- 箸休め タコウインナー[注 66]
- 第114夜 もう半分[注 67]
- 第115夜 肉野菜炒めライス[注 68]
- 第116夜 白菜漬け
- 第117夜 きびなごのフライ[注 69]
- 第118夜 オニオンスライス[注 70]
- 第119夜 サイコロステーキ[注 71]
- 第120夜 ピーマンの肉詰め[注 72]
- 第121夜 マカロニサラダ
- 第122夜 梅干しと梅酒[注 73]
- 第123夜 枝豆
- 第124夜 しょうが湯
- 第125夜 卵きくらげ炒め[注 74]
- 第126夜 焼きうどん[注 75]
- 第127夜 まいたけの天ぷら
- 第128夜 野菜スティック[注 76]
- 第129夜 きぬかつぎ[注 77]
- 第130夜 肉豆腐[注 78]
- 第131夜 年越しそば[注 79]
- 第132夜 ロールキャベツ[注 80]
- 第133夜 ブリの照り焼き
- 第134夜 ワンタン[注 81]
- 第135夜 チンジャオロースー[注 82]
- 第136夜 菜の花のからし和え[注 83][94]
- 第137夜 ぜんざい
- 第138夜 納豆の油揚げ包み
- 第139夜 コロッケそば[注 84]
- 第140夜 ジャガバター
- 第141夜 白身魚フライ
- 第142夜 レタスチャーハン[注 85]
- 第143夜 紅しょうがの天ぷら[注 86]
- 第144夜 わかめとキュウリの酢の物
- 第145夜 ピータン豆腐
- 第146夜 鶏モモ焼きとチューリップ
- 第147夜 かき氷
- 第148夜 豆腐キムチチゲ
- 第149夜 フライドポテト[注 87]
- 第150夜 カニクリームコロッケ[注 88]
- 第151夜 長いものソテー
- 第152夜 里いもとイカの煮もの
- 第153夜 たこ焼き
- 第154夜 豚汁
- 第155夜 コーンバター
- 第156夜 トマトと卵の炒めもの[注 89]
- 第157夜 焼肉定食[注 90]
- 第158夜 ニンニクのホイル焼き
- 第159夜 鳥団子入りにゅうめん[注 91]
- 第160夜 春巻き
- 第161夜 メンチカツ
- 第162夜 ブロッコリー
- 第163夜 野菜のかき揚げ[注 92]
- 第164夜 にんじん入りハンバーグ[注 93]
- 第165夜 アボカド[注 94]
- 第166夜 チャーシュー・メンマ・味付け玉子
- 第167夜 ニシンの山椒漬け[注 95]
- 第168夜 とろろごはん[注 96]
- 第169夜 セロリ[注 97]
- 箸休め ポテサラハム巻き
- 第170夜 ホーレン草のソティ[注 98]
- 第171夜 みょうがの甘酢漬け[注 99]
- 第172夜 サバの塩焼き
- 第173夜 しじみ汁[注 100]
- 第174夜 ライスカレーと生玉子
- 第175夜 トンテキ[注 101]
- 第176夜 しいたけ
- 第177夜 タルタルソース[注 102]
- 第178夜 ししゃも[注 103]
- 第179夜 肉まん
- 第180夜 力うどん[注 104]
- 第181夜 みそおでん[注 105]
- 第182夜 マカロニグラタン[注 106]
- 第183夜 白菜と豚バラの一人鍋[注 107]
- 第184夜 そら豆
- 第185夜 鰆の西京焼き[注 108]
- 第186夜 ニラ玉定食
- 第187夜 アメリカンドッグ
- 第188夜 ナポリうどん
- 第189夜 ネバネバ
- 第190夜 チキン南蛮
- 第191夜 アサリとキャベツの酒蒸し[注 109]
- 第192夜 豚小間もやし炒め[注 110]
- 第193夜 たまご豆腐
- 第194夜 もろきゅうと梅きゅう
- 第195夜 タバスコ
- 第196夜 カニカマサラダ
- 第197夜 おにぎり[注 111]
- 第198夜 エビフライ[注 112]
- 第199夜 唐揚げ親子丼[注 113]
- 第200夜 べったら漬け
- 第201夜 オムそば
- 第202夜 れんこんのきんぴら
- 第203夜 えのきのベーコン巻き
- 第204夜 クリームシチューと焼き魚[注 114]
- 第205夜 ちくわぶ[注 115]
- 第206夜 厚切りはハムステーキ
- 第207夜 かんぴょう巻き[注 116]
- 第208夜 タンメン[注 117]
- 第209夜 赤飯[注 118]
- 第210夜 葉とうがらしの佃煮[注 119]
- 第211夜 ロコモコ
- 箸休め 弘兼憲史登場[注 120]
- 第212夜 焼きとうもろこし[注 121]
- 第213夜 カレイの煮付け
- 第214夜 小梅
- 第215夜 タコの唐揚げ[注 122]
- 第216夜 谷中しょうが
- 第217夜 アジフライ
- 第218夜 カップ焼きそば[注 123]
- 第219夜 スタミナ丼[注 124]
- 第220夜 冷凍みかん
- 第221夜 ピリ辛こんにゃく[注 125]
- 第222夜 紙かつ[注 126]
- 第223夜 なすの田楽[注 127]
- 第224夜 とん平焼き[注 128]
- 第225夜 大学芋
- 箸休め ご対面
- 第226夜 天津チャーハン
- 第227夜 肉うどん[注 129]
- 第228夜 あったかポテサラ[注 130]
- 第229夜 高野豆腐
- 第230夜 ブリ大根[注 131]
- 第231夜 うずらの卵入り肉団子
- 第232夜 白菜とサバの水煮缶鍋[注 132]
- 第233夜 ささみチーズかつ
- 第234夜 新玉ねぎのホイル焼き
- 第235夜 きゃらぶき
- 第236夜 ビスマルク風
- 第237夜 カツオのタタキ[注 133]
- 第238夜 ガリ 新生姜の甘酢漬け
- 第239夜 A定食[注 134]
- 第240夜 筑前煮[注 135]
- 第241夜 ゴマだれざるうどん
- 第242夜 生卵オクラ丼
- 第243夜 チキンカツカレー
- 第244夜 激辛麻婆茄子
- 第245夜 冷しゃぶサラダ
- 第246夜 ツナクラッカー
- 第247夜 酒盗
- 第248夜 芋煮
- 第249夜 鮭のバターしょうゆ焼き
- 第250夜 揚げ出し豆腐
- 第251夜 他人丼
- 第252夜 ローストチキン[注 136]
- 第253夜 おでんの巾着
- 箸休め ワールドワイドになったもんだ
- 第254夜 卵かけごはん[注 137]
- 第255夜 芽キャベツの素揚げ
- 第256夜 みそバターラーメン
- 第257夜 小松菜と油揚げの炒め煮
- 第258夜 焼きそばパン[注 138]
- 第259夜 納豆入り玉子焼き
- 第260夜 タコキムチ
- 第261夜 ねぎ塩ポークソテー
- 第262夜 ポテトチップス[注 139]
- 第263夜 バンバンジー
- 第264夜 ミックスフライ
- 第265夜 パクチー[注 140]
- 第266夜 肉巻き谷中しょうが
- 第267夜 冷やし茶漬け
- 箸休め 中高野球部の話
- 第268夜 ししとう[注 141]
- 第269夜 イカ焼き[注 142]
- 第270夜 ビフカツ
- 第271夜 ニラチヂミ
- 第272夜 ホルモンとキャベツのみそ炒め[注 143]
- 第273夜 明太子入り玉子焼き
- 第274夜 はんぺん
- 第275夜 鮭ときのこのホイル焼き
- 第276夜 きつねうどん
- 第277夜 白子ポン酢[165]
- 第278夜 いぶりがっことマスカルポーネチーズ[注 144]
- 第279夜 バニラアイス
- 第280夜 長ネギのチーズ焼き[注 145]
- 第281夜 トリュフ塩[注 146]
- 箸休め 深夜食堂チェーン!?
- 第282夜 チキンライス
- 第283夜 タラの芽の天ぷら
- 第284夜 春キャベツ炒め ペペロンチーノ風
- 第285夜 手羽先の唐揚げ
- 第286夜 カレーラーメン
- 第287夜 大根おろし
- 第288夜 とうもろこしのかき揚げ
- 第289夜 わさび漬け
- 第290夜 なすときゅうり
- 第291夜 塩焼きそば
- 第292夜 ネギトン[注 147]
- 第293夜 レモンサワー
- 第294夜 ひじきの煮物
- 第265夜 カキのホイル焼き
- 箸休め 節目だねぇ。
- 第296夜 ドライカレーと福神漬け
- 第297夜 煮込みハンバーグ
- 第298夜 おでんのじゃがいも
- 第299夜 白菜とホタテのクリーム煮
- 第300夜 イチゴと練乳
- 第301夜 かき餅
- 第302夜 親子丼のあたま
- 第303夜 カツサンド
- 第304夜 ホーレン草とツナの和え物
- 第305夜 ゆかり
- 第306夜 さば缶
- 第307夜 鯛づくし
- 第308夜 深川めし
- 第309夜 豚バラ串と柚子こしょう
- 第310夜 タコさんウィンナー[注 148]
- 第311夜 刺身こんにゃく
- 第312夜 八宝菜
- 第313夜 ザーサイとメンマ
- 第314夜 そうめん
- 第315夜 油淋鶏
- 第316夜 ラーやっこ
- 第317夜 青唐辛子のみそ漬け
- 第318夜 えのきのステーキ
- 第319夜 里芋の鶏そぼろあんかけ
- 第320夜 しょうゆマヨスパデッティ
- 第321夜 とろろ昆布かけ湯豆腐
- 第322夜 板わさ
- 第323夜 七草がゆ
- 第324夜 ホッケの開き[注 149]
- 第325夜 あん肝[注 150]
- 第326夜 エイヒレ
- 第327夜 うす味[注 151]
- 第328夜 桜の花の塩漬け[注 152]
- 第329夜 半熟味玉[注 153]
- 第330夜 オロナミンミルク[注 154]
- 第331夜 お待たせ！[注 155]
- 第332夜 味噌カツ[注 156]
- 第333夜 かぼちゃの天ぷら[注 157]
- 第334夜 豆もやしのナムル[注 158]
- 第335夜 ミートソースうどん[注 159]
- 第336夜 マグロの山かけ丼[注 160]
- 第337夜 くさや[注 161]
- 第338夜 冷やしたぬきそば[注 162]
- 第339夜 ポテサラコロッケ[注 163]
- 第340夜 鯨ベーコン[注 164]
- 第341夜 梅しそ肉巻き[注 165]
- 第342夜 無限ピーマン[注 166]
- 第343夜 とり皮ポン酢[注 167]
- 第344夜 奈良漬け[注 168]
- 第345夜 かぼちゃのスープ[注 169]
- 第346夜 卵味噌
- 第347夜 ポップコーンカレー味[注 170]
- 第348夜 おでんのがんもどき[注 171]
- 第349夜 黒豆
- 第350夜 焼酎お湯割り梅干し入り[注 172]
- 第351夜 マヨラー
- 第352夜 カレーそぼろレタス包み[注 173]
- 第353夜 大根と豚バラのひとり鍋
- 第354夜 土佐文旦[注 174]
- 第355夜 アボカド料理[注 175]
- 第356夜 ガーリックライス
- 第357夜 アジのみりん干し
- 第358夜 ハムカツチーズ
- 第359夜 タコときゅうりの酢の物[注 176]
- 第360夜 豆苗
- 第361夜 納豆400回[注 177]
- 第362夜 モダン焼き[注 178]
- 第363夜 すだちそうめん[注 179]
- 第364夜 梅水晶[注 180]
- 第365夜 エビマヨ[注 181]
- 第366夜 金魚サワー[注 182]
- 第367夜 里芋の煮っころがし[注 183]
- 第368夜 ポークチャップ[注 184]
- 第369夜 エリンギバター醤油[注 185]
- 第370夜 巾着たまご[注 186]
- 第371夜 松前漬け[注 187]
- 第372夜 たたみいわしとうるめの丸干し[注 188]
- 第373夜 干し柿[注 189]
- 第374夜 目玉焼きのせW照り焼きハンバーグ[注 190]
- 第375夜 じゃがいものガレット[注 191]
- 第376夜 甘酢あんかけ[注 192]
- 第377夜 ホタルイカ[注 193]
- 第378夜 タコライス[注 194]
- 第379夜 しょうが焼きうどん[注 195]
- 第380夜 メリケン粉焼き[注 196]
- 第381夜 豚汁木綿豆腐入り[注 197]
- 第382夜 イタドリ[注 198]
- 第383夜 ひやむぎ[注 199]
- 第384夜 カレー味[注 200]
- 第385夜 にんにくの醤油漬け[注 201]
- 第386夜 よだれ鶏[注 202]
- 第387夜 魚肉ソーセージのケチャップ炒め[注 203]
- 第388夜 さつまいものレモン煮[注 204]
- 第389夜 茹で落花生[注 205]
- 第390夜 いくらの醤油漬け[注 206]
- 第391夜 豚こまの天ぷら[注 207]
- 第392夜 栃尾の油揚げ[注 208]
- 第393夜 結び昆布[注 209]
- 第394夜 にんじんしりしり[注 210]
- 第395夜 なすのチーズ焼き[注 211]
- 第396夜 ポテサラ海苔巻き[注 212]
- 第397夜 おしんこ盛り合わせ[注 213]
- 第398夜 回鍋肉丼[注 214]
- 第399夜 牛肉とごぼうのしぐれ煮[注 215]
- 第400夜 ひと口照り焼きチキン[注 216]
- 第401夜 BBQプレート[注 217]
- 第402夜 ブロッコリーの芯[注 218]
- 第403夜 イカフライ[注 219]
- 第404夜 冷麺[注 220]
- 第405夜 ハンバーグカレー[注 221]
- 第406夜 ネギチャーシュー[注 222]
- 第407夜 大葉の醤油漬け[注 223]

- 第385夜 チータラ[注 224]
- 第395夜 月見丼[注 225]
- 第396夜 アンチョビ[注 226]
- 第397夜 激辛キムチ鍋[注 227]
- 第398夜 減塩塩こんぶ[注 228]

## 主な登場人物
マスター
物語の舞台となる「めしや」のマスター。20数年前に店を風間譲吉から譲り受けた。
竜ちゃん
剣崎竜。今城会系暴力団鬼島組の幹部で、元高校球児。いつもタコの形で炒めた赤いウインナーを注文する。
小寿々さん
ゲイ歴50余年のベテランで、二丁目でゲイバーを営んでいる。本名は小村徹五郎。愛猫の名前は「メルル」。いつも甘い玉子焼きを注文する。四谷四丁目のバー「こけし」のオーナーの小村小芥子がモデルである。
まゆみちゃん
関野まゆみ。人気イラストコラムニスト。大食いで、かなり太っている。きよみという容姿がそっくりの姉がいる。
ジュンちゃん
見た目はかなりの美女だが、実は二丁目のゲイバー「紫の上」に勤めるニューハーフで、本名は準之助。同じく「めしや」常連の吉田と交際している。
吉田くん
ジュンを男性とは知らずに一目惚れし、付き合いだした。毎晩のように求められ、窶れてしまった。
マリリン
マリリン松嶋。ストリップ劇場「花園ミュージック」の人気ストリッパー。本名はまり子。
忠さん
「花園ミュージック」の常連で、いつも野球帽をかぶっている。50年来この街の「住人」。
星さん
大抵一杯ひっかけてから「めしや」を訪れる。酔うと誰とでも友達になってしまうのが「特技」。安倍夜郎が漫画家としてデビューする前に勤めていた職場の知人がモデルである。
三逍亭円昼
噺家。他の客の求めに応じて芸を披露することもある。
エレクト大木
カリスマAV男優。
ユキちゃん
花園のマドンナと呼ばれている評判の占い師。本名は幸子。
ミキ
店で「お茶漬けシスターズ」と呼ばれる三十女三人組の一人。カナとルミは大学の同級生。いつもうめのお茶漬けを注文している。
カナ
店で「お茶漬けシスターズ」と呼ばれる三十女三人組の一人。ミキとルミは大学の同級生。いつもしゃけのお茶漬けを注文している。
ルミ
店で「お茶漬けシスターズ」と呼ばれる三十女三人組の一人。ミキとカナは大学の同級生。いつもたらこのお茶漬けを注文している。
島ちゃん
元船乗りで、常に横縞のシャツを着ている。涙もろい。いつもうるめいわしを注文する。
北ちゃん
肉屋を営んでいる中年の男。
田中くん
エレクト大木の弟子入りし、ボッキー田中の名でAV男優になった。
ひとみ
寒がりのホステス。冬場はいつも鍋焼きうどんを注文する。安倍夜郎が漫画家としてデビューする前に勤めていた職場の知人がモデルである。
永井くん
東日スポーツの記者。丈の幼馴染。
戸山さん
戸山正夫。料理評論家。
丈さん
レンの息子で、永井の幼馴染。空手道場の師範をしている。
喬二さん
四谷のライブハウスのオーナーで、ロックンローラー。
若宮くん
刑事。オタクで、アニメやヒーロー物が好き。
月森ほたる
少女漫画家。関野まゆみの美大の後輩。
八郎くん
いつもネクタイをしている。

## 書誌情報

### コミックス

#### 日本語
小学館は、コミックス（単行本）を2007年から特装版叢書「ビッグコミックススペシャル」として刊行、2011年からは廉価版叢書「マイファーストビッグ」としても刊行している。
- 安倍夜郎『深夜食堂』 小学館〈ビッグコミックススペシャル〉、既刊29巻（2024年11月28日現在）[382]

1. 2007年12月31日初版第1刷発行（同年12月26日発売）、ISBN 978-4-09-181707-5[383]。
2. 2008年8月4日初版第1刷発行（同年7月30日発売）、ISBN 978-4-09-182160-7[384]。
3. 2009年2月4日初版第1刷発行（同年1月30日発売）、ISBN 978-4-09-182447-9[385]。
4. 2009年9月2日初版第1刷発行（同年8月28日発売）、ISBN 978-4-09-182686-2[386][387]。
5. 2009年12月5日初版第1刷発行（同年11月30日発売）、ISBN 978-4-09-182800-2[388]。
6. 2010年10月5日初版第1刷発行（同年9月30日発売）、ISBN 978-4-09-183470-6[389]。
7. 2011年3月3日初版第1刷発行（同年2月26日発売）、ISBN 978-4-09-183750-9[390]。
8. 2011年11月2日初版第1刷発行（同年10月28日発売）、ISBN 978-4-09-184211-4[391]。
9. 2012年5月2日初版第1刷発行（同年4月27日発売）、ISBN 978-4-09-184429-3[392]。
10. 2012年12月5日初版第1刷発行（同年11月30日発売）、ISBN 978-4-09-184825-3[393]。
11. 2013年8月4日初版第1刷発行（同年7月30日発売）、ISBN 978-4-09-185468-1[394]。
12. 2014年3月5日初版第1刷発行（同年2月28日発売）、ISBN 978-4-09-186085-9[395]。
13. 2014年10月5日初版第1刷発行（同年9月30日発売）、ISBN 978-4-09-186506-9[396]。
14. 2015年5月5日初版第1刷発行（同年4月30日発売）、ISBN 978-4-09-187082-7[397]。
15. 2015年10月5日初版第1刷発行（同年9月30日発売）、ISBN 978-4-09-187296-8[398]。
16. 2016年6月4日初版第1刷発行（同年5月30日発売）、ISBN 978-4-09-187697-3[399]。
17. 2016年10月5日初版第1刷発行（同年9月30日発売）、ISBN 978-4-09-187847-2[注 229][401]。
18. 2017年6月4日初版第1刷発行（同年5月30日発売）、ISBN 978-4-09-189577-6[402]。
19. 2017年12月5日初版第1刷発行（同年11月30日発売）、ISBN 978-4-09-189747-3[403]。
20. 2018年7月4日初版第1刷発行（同年6月29日発売）、ISBN 978-4-09-860018-2[404]。
21. 2019年3月5日初版第1刷発行（同年2月28日発売）、ISBN 978-4-09-860237-7[405]。
22. 2019年10月5日初版第1刷発行（同年9月30日発売）、ISBN 978-4-09-860434-0[406]。
23. 2021年3月3日初版第1刷発行（同年2月26日発売）、ISBN 978-4-09-860666-5[407]。
24. 2022年1月2日初版第1刷発行（2021年12月28日発売）、ISBN 978-4-09-861219-2[408]。
25. 2022年9月4日初版第1刷発行（同年8月30日発売）、ISBN 978-4-09-861430-1[409]。
26. 2023年3月5日初版第1刷発行（同年2月28日発売）、ISBN 978-4-09-861634-3[410]。
27. 2023年11月4日初版第1刷発行（同年10月30日発売）、ISBN 978-4-09-862635-9[411]。
28. 2024年5月5日初版第1刷発行（同年4月30日発売）、ISBN 978-4-09-862814-8[412]。
29. 2024年12月3日初版第1刷発行（同年11月28日発売）、ISBN 978-4-09-863140-7[413]。

#### 朝鮮語
2008年秋から刊行が始まり、第9巻からは原書とほぼ同時に刊行している。累計販売部数は、2014年12月の時点でおよそ45万部に達している。
- 심야식당（1 - 27）（朝鮮語版，訳：조은정，大元C.I.（ソウル））

#### 中国語

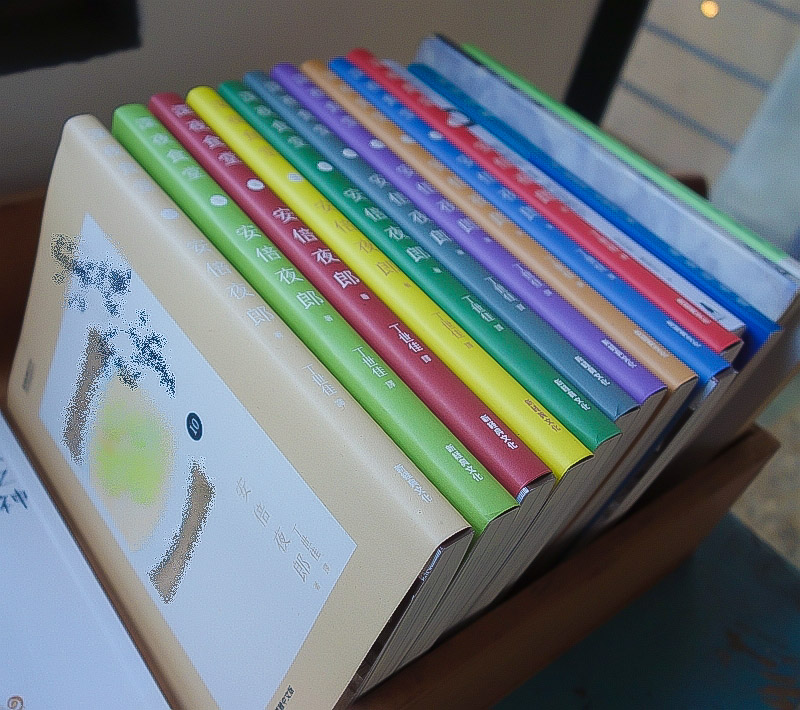
深夜食堂（中国語版）

2011年から台湾で、2013年からは大陸で刊行が始まり、台湾では第10巻から原書とほぼ同時に刊行している。累計販売部数は、2014年12月の時点で、台湾・香港で75万部、大陸で80万部に達している。2013年度新浪中国好書榜、2013年度中国書業年度評選生活類圖書及び2014年第十三届引進版優秀圖書に選出されている。
- 深夜食堂（1 - 27[452]）（中国語版（繁体字），訳：丁世佳[453]，新經典文化（台北））
- 深夜食堂（1 - 23[454]）（中国語版（簡体字），訳：陳穎[注 246]ほか，浦睿文化（上海））

#### フランス語
2017年から原書2巻を1冊に合冊して刊行し、2023年初の時点で16万部を売り上げている。同年、第11回ACBDアジア批評家賞（仏: 11e Prix Asie de la Critique ACBD）を受賞した。2022年10月にパリの民営日仏文化交流施設で、2023年1月にはパリ市立図書館で深夜食堂展（仏: Exposition La Cantine de Minuit）が開催され、2023年10月にも開催が予定された。
- La Cantine de Minuit. 1-13. Miyako Slocombe. Roubaix: Le Lézard Noir[461]

#### スペイン語
2019年から、原書2巻を1冊に合冊して刊行している。
- La cantina de medianoche Tokyo Stories. 1-7. Alberto Sakai Fonseca. Bilbao: Astiberri Ediciones[463]

#### イタリア語
2020年7月から、原書2巻を1冊に合冊し、概ね半年毎に続巻を刊行している。
- La taverna di mezzanotte – Tokyo Stories. AIKEN - MANGA. 1-11. traduzione di Prisco Oliva. Milano: BAO Publishing[466]

### 小説

#### 日本語
二度の映画化に際し、その都度ノベライズとして出版された。『続・深夜食堂』の巻末には、映画でフードスタイリストを務めた飯島奈美による、劇中で登場した料理のレシピが収録されている。
- 深夜食堂（作：大石直紀、2014年12月10日、小学館文庫、ISBN 978-4-09-406108-6）
- 続・深夜食堂（作：大石直紀、2016年10月11日、小学館文庫、ISBN 978-4-09-406330-1）

### その他
関連するレシピ本やグルメ本が出版されている。

#### 日本語
- 『深夜食堂の勝手口』堀井憲一郎、小学館、東京〈BIG COMICS SPECIAL〉、2009年10月30日。ISBN 978-4-09-182796-8。
- 『深夜食堂×dancyu 真夜中のいけないレシピ』小学館、東京〈BIG COMICS SPECIAL〉、2011年11月30日。ISBN 978-4-09-184220-6。書き下ろし漫画1篇を収録している[470]。
- 『深夜食堂の料理帖』飯島奈美、小学館、東京〈BIG COMICS SPECIAL〉、2015年1月16日。ISBN 978-4-09-186829-9。
- 『おうちで深夜食堂』料理：小堀紀代美、坂田阿希子、重信初江、ツレヅレハナコ、小学館、東京〈BIG COMICS SPECIAL〉、2019年11月12日。ISBN 978-4-09-860511-8。
- 『スタミナ深夜食堂』左古文男、小学館、東京、2021年3月3日。ISBN 978-4-09-179334-8。書き下ろし漫画1篇を収録している[471]。

#### 朝鮮語
- 『심야식당 : 부엌 이야기』대원씨아이、서울、2010年8月15日。ISBN 978-89-2526508-7。『深夜食堂の勝手口』の朝鮮語版。

#### 中国語
- 『深夜食堂料理特輯』丁世佳、新經典文化、臺北、2012年8月8日。ISBN 978-9-86-882676-2。『深夜食堂×dancyu 真夜中のいけないレシピ』の中国語版。
- 『深夜食堂之勝手口』丁世佳、新經典文化、臺北、2013年1月4日。ISBN 978-9-86-888542-4。『深夜食堂の勝手口』の中国語版。
- 『深夜食堂美食特辑』陈颖、湖南文艺出版社、长沙、2014年8月。ISBN 978-7-5404-6785-2。『深夜食堂×dancyu 真夜中のいけないレシピ』の中国語簡体版。
- 『深夜食堂 私享料理』吕凌燕、湖南文艺出版社、长沙、2016年7月1日。ISBN 978-7-5404-7482-9。『深夜食堂の勝手口』の中国語簡体版。
- 『深夜食堂 严选之味』吴迪、湖南文艺出版社、长沙、2016年8月1日。ISBN 978-7-5404-7703-5。『深夜食堂の料理帖』の中国語簡体版。
- 『深夜食堂料理帖』丁世佳、新經典文化、臺北、2016年12月21日。ISBN 978-9-86-582471-6。『深夜食堂の料理帖』の中国語版。
- 『我家就是深夜食堂』丁世佳、新經典文化、臺北、2020年12月9日。ISBN 978-9-86-991799-5。『おうちで深夜食堂』の中国語版。

#### フランス語
- La Cantine de Minuit : Le livre de cuisine. Miyako Slocombe. Roubaix: Le Lézard Noir. (6 juin 2019). ISBN 978-2-35348-144-6『深夜食堂の料理帖』のフランス語版。
- La cuisine japonaise à la maison. Claude Michel-Lesne. Roubaix: Le Lézard Noir. (28 octobre 2021). ISBN 978-2-35348-228-3『おうちで深夜食堂』のフランス語版。

## テレビドラマ
本作を原作に、日本のほか、韓国、中国・台湾において、各々の言語でテレビドラマが製作されている。

## ミュージカル

### 韓国
先ず、3日間のショーケース公演が2012年1月にソウルの斗山アートセンター（朝: 두산아트센터）で、本格公演は同年12月から翌年2月までソウルの東崇アートセンター（朝: 동숭아트센터）で行われた。2013年ソウルミュージカル・フェスティバル（朝: 서울뮤지컬 페스티벌）で、イェグリン・アワード革新賞（朝: 예그린 어워드 혁신상）を受賞した。2014年11月にも再演している。内容は原作に忠実で、店は新宿にあり、料理も原作と同じである。
スタッフ
- 原案・原作：安倍夜郎
- 脚本：ジョン・ヨン
- 演出：キム・ドンヨン
- 音楽：キム・ヘソン

キャスト（2012年）

- マスター：ソン・ヨンチャン、パク・ジイル
- タダシ：
- 小寿々：イム・ギホン
- 剣崎竜：
- ゲン：パク・ジョンピョ、チェ・ホジュン
- マリリン：
- 千鳥みゆき：
- お茶漬けシスターズ・明太子：
- お茶漬けシスターズ・梅：
- お茶漬けシスターズ・鮭：

キャスト（2014年）

### 中国
韓国での脚本と曲を用い、2018年10月6日から上海で、続いて北京、広州、深圳で公演した。2019年4月11日から上海で、続いて廈門、深圳及び合肥で再演した。
スタッフ
- 原作：安倍夜郎
- 脚本：鄭英
- 演出：金動淵、朴智慧、高瑞嘉
- 音楽：金彗星
- 音楽監督：張玉玫
- 振付：張恩淑

キャスト（2018年）

- マスター：黄冠菘
- 小寿々：倪曄
- 阿忠：連江維
- 剣崎竜：祝頌皓
- 小健：張藝宝
- マリリン：趙田雪
- お茶漬けシスターズ・うめ：趙嘉艷
- お茶漬けシスターズ・しゃけ：管翎姸
- お茶漬けシスターズ・たらこ：楊琳
- 千島美幸：陳歡

キャスト（2019年）

- マスター：翟李朔天、夏振凱
- 小壽壽：倪曄
- 剣崎竜：祝頌皓
- 小健：張藝宝
- 阿忠：連江維
- 千島美幸：蔡璐
- マリリン：趙田雪
- お茶漬けシスターズ・うめ：趙嘉艷
- お茶漬けシスターズ・しゃけ：管翎姸
- お茶漬けシスターズ・たらこ：楊琳

### 日本
韓国での脚本と曲を用い、2018年10月26日から11月11日まで、 シアターサンモールにて日本語で上演された。平成30年度（第73回）文化庁芸術祭参加公演。2019年2月10日に衛星劇場で録画が放送された。
スタッフ

- 原作：安倍夜郎
- 脚本：ジョン・ヨン
- 音楽：キム・ヘソン
- 演出：荻田浩一
- 日本語上演台本・訳詞：高橋亜子
- 音楽監督・編曲・歌唱指導：福井小百合
- 振付：木下菜津子
- 美術：角田知穂
- 照明：鶴田美鈴
- 音響：戸田雄樹
- 衣裳：堀口健一
- ヘアメイク：福島久美子
- 演出助手：守屋由貴
- 稽古ピアノ：熊谷絵梨
- 舞台監督：櫻岡史行
- 翻訳：宋元燮
- 宣伝：大林里枝
- 制作：たけだのりこ
- 制作助手：谷香菜
- プロデューサー：宋元燮、杉本宏、坂紀史
- 演奏：熊谷絵梨（Pf）、相川瞳（Perc.）、中村康彦（Gt.）、中村潤（Vc.）
- 撮影協力：居酒屋いち
- 制作協力：小学館:*企画・製作・主催：conSept、ショウビズ

キャスト

- マスター：筧利夫
- 忠：藤重政孝
- 小寿々：田村良太
- 剣崎竜：小林タカ鹿
- ゲン：碓井将大
- マリリン松嶋：エリアンナ
- 千鳥みゆき：AMI
- お茶漬けシスターズ・鮭：谷口ゆうな
- お茶漬けシスターズ・明太子：愛加あゆ
- お茶漬けシスターズ・梅：壮一帆

## 演劇

### 台湾
國立臺灣戲曲學院が舞台化の権利を得て、2012年12月に上演した。2013年3月にも再演した。
スタッフ（2012年）

- 導演：楊雲玉
- 編劇：蔡依雲
- 共助製作：株式会社小学館
- 原著創作：安倍夜郎
- 製作人：劉培能
- 監製：張端濱
- 映像設計：張紹承
- 音樂設計：王舜弘
- 平面設計：林筑嬿

キャスト（2012年）

- 深夜食堂老闆：單承矩
- 小壽壽桑：謝東寧
- 阿蓮姨：張旭南
- 美食家正夫：陳正熙
- 千鳥美雪：林筑嬿
- 阿龍：胡懷丰
- 茶泡飯三姊妹‧梅子小姐：許芝菁
- 茶泡飯三姊妹‧鱈魚子小姐：徐佳禎
- 茶泡飯三姊妹‧鮭魚小姐：齊子嫻
- 關野真由美：黃惠玲
- 阿龍小弟：李宸鋐

## 映画

### 日本

#### 深夜食堂
映画化は、テレビドラマ第三部放送決定と同時に発表され、先ず2014年11月10日に臺北でワールド・プレミアを行い、日本では2015年1月31日に公開した。構成は短編連作。映画化の構想はテレビドラマ第一部制作直後からあったが、資金が調達できず完成までに6年かかったという。そこで、テレビドラマ第三部の撮影後に、同じセットで引き続き映画を撮影することで、足りない資金を補った。公開当初の上映館数が80館という小規模な公開にも関わらず、興行収入2.5億JPY、動員20万1千人を記録した。また、20か国以上での上映が決まり、台湾では初登場第4位を、香港では初日から四日間のシアター・アベレージで首位を記録した。
スタッフ

- 原作 - 安倍夜郎
- 監督 - 松岡錠司
- 脚本 - 真辺克彦、小嶋健作、松岡錠司
- 製作 - 原田知明、都築伸一郎、木下直哉、遠藤茂行、小佐野保、本田正男、岩熊正道
- 企画 - 遠藤日登思、小佐野保
- プロデューサー - 筒井竜平、石塚正悟
- ラインプロデューサー - 高橋潤
- 撮影 - 大塚亮
- 照明 - 木村明生
- 美術 - 原田満生
- 衣装 - 宮本まさ江
- ヘアメイク - 豊川京子
- フードスタイリスト - 飯島奈美
- 装飾 - 栗山愛
- サウンドデザイン - 浅梨なおこ
- 音楽 - 鈴木常吉、福原希己江、日南京佐、スーマー
- 録音 - 池田雅樹
- 編集 - 普嶋信一
- 助監督 - 野本史生
- 制作担当 - 小坂正人
- 製作 - 映画「深夜食堂」製作委員会（アミューズ、小学館、木下グループ、東映、ギークピクチュアズ、MBS、RKB）
- 制作プロダクション - アミューズ映像製作部、ギークサイト
- 配給 - 東映
- 助成 - 文化庁文化芸術振興費補助金

キャスト
テレビ・シリーズのレギュラー陣に加え、オムニバス三篇のそれぞれにゲストが出演している。「ナポリタン」篇には川島たまこ役で高岡早紀、西田はじめ役で柄本時生が、「とろろご飯」篇には栗山みちる役で多部未華子、塙千恵子役で余貴美子、長谷川タダオ役で渋川清彦、ラーメン店の出前持ち役で野嵜好美、八百屋役で森下能幸が、「カレーライス」篇には大石謙三役で筒井道隆、杉田あけみ役で菊池亜希子、塚口街子役で田中裕子、サラリーマン客役で向井理が出演した。

- 小林薫
- 高岡早紀
- 柄本時生
- 多部未華子
- 余貴美子
- 筒井道隆
- 菊池亜希子
- 不破万作
- 綾田俊樹
- 松重豊
- 光石研
- 安藤玉恵
- 須藤理彩
- 小林麻子
- 吉本菜穂子
- 中山祐一朗
- 山中崇
- 宇野祥平
- 金子清文
- 平田薫
- 篠原ゆき子
- 渋川清彦
- 谷村美月
- 田中裕子
- オダギリジョー

受賞
栗山みちる役で出演した多部未華子が、本作ほかで第25回日本映画プロフェッショナル大賞主演女優賞を受賞した。
映画宣伝
日本
- 撮影で使われた衣装や小道具を、日本国内の映画館10館で展示した。
- 公開に先駆けて、ノベライズ（小説）を2014年12月5日に発売した。

- 大石直紀『深夜食堂』安倍夜郎 原作、小学館、東京〈小学館文庫〉、2014年12月10日。ISBN 978-4-09-406108-6。 NCID BB17769955。OCLC 900218252。全国書誌番号:22504652。

- ファミリー劇場で、映画公開にあわせテレビドラマ第一部から第三部を集中放送するとともに、2015年1月4日にオリジナル番組『映画「深夜食堂」開店直前ナビ』全5篇を放送した。
- 東京メトロポリタンテレビジョンは、公開を記念してテレビドラマ第一部全話を放送した。
- 映画で音楽を担当した福原希己江のアルバム『よりそうものたち』を、2015年1月14日に発売された。収録された12曲のうち10曲が、テレビドラマ『深夜食堂』第3部もしくは映画『深夜食堂』の挿入歌である。

- 福原希己江『よりそうものたち』TT-014、コンパクト・ディスク、TownTone、三鷹、2015年1月14日。

- huluで、映画セット探訪や、小林薫のインタビュー、メイキングなど、特別映像を配信した。
- ワタミフードサービスは、映画とタイアップして、日本国内で運営する和民、坐・和民及びわたみん家の全522店舗で、2015年1月20日から同年2月16日の間、和民及び坐・和民では「深夜食堂コラボナポリタン」、「手づくりの出汁巻き玉子」及び「味立て鰹だしのお茶漬〈鮭・南高梅・めんたい〉」を、わたみん家では「鶏和だしのお茶漬〈梅・鮭・めんたい〉」を提供した。
- 毎日放送ほか地上波19局で、映画公開を記念した「特番」を放送した。
- 映画で音楽を担当した鈴木常吉による主題歌「思ひで」生ライブ付き特別上映会を、2015年2月19日に新宿バルト9にて開催した。

台湾
- ワタミは、上映館で日時を限定して鑑賞者に豚汁を振る舞った。また、台湾で運営する和民において、期間限定で原作に登場する料理10品を提供した。

香港
- ワタミは、香港で運営する和民において、2015年5月27日午後9時以降に300HKD以上の飲食をした顧客に、映画『深夜食堂』の鑑賞券引換券を2枚贈呈するタイアップ・キャンペーンを行った。

#### 続・深夜食堂
日本では2016年11月5日に公開された。副題の「焼肉定食」は単行本第12集に、「焼きうどん」は単行本第9集に原作が収録されているが、「豚汁定食」はオリジナル脚本である。制作発表は、Netflixのオリジナル・シリーズ（第四部）制作発表とあわせて行われた。この続編も本編と同じように、テレビドラマ第四部の撮影後に、同じセットで引き続き映画を撮影した。20か国以上での上映が決まり、台湾では、2016年12月30日の公開に先立ち同年11月28日に「台湾プレミア」を開催し、松岡錠司とオダギリジョーが舞台に立った。同地のプロモーション・ソングには、林宥嘉の『勿忘你』が使われた。中国大陸では、2017年7月18日公開に先駆けて上海国際映画祭で上映され、松岡錠司と小林薫が参加した。その際の鑑賞券千余枚は、1分で売り切れたという。
スタッフ
- 原作 - 安倍夜郎
- 監督 - 松岡錠司
- 脚本 - 真辺克彦、小嶋健作、松岡錠司
- プロデューサー - 遠藤日登思、小佐野保、高橋潤
- プロデューサー補 - 盛夏子、石塚正悟
- 撮影 - 槇憲治
- 照明 - 水野研一
- 録音 - 阿部茂
- 美術 - 原田満生
- 装飾 - 原島徳寿
- 衣装 - 宮本まさ江
- ヘアメイク - 豊川京子
- フードスタイリスト - 飯島奈美
- サウンドスーパーバイザー - 浅梨なおこ
- 音楽 - 鈴木常吉、福原希己江、日南京佐、スーマー
- 編集 - 普嶋信一
- 助監督 - 野本史生
- アシスタントプロデューサー - 諸田創
- 制作プロダクション - アミューズ映像製作部、ギークサイト
- 配給 - 東映
- 製作 - 「続・深夜食堂」製作委員会（アミューズ、小学館、木下グループ、東映、MBS、ギークピクチュアズ、RKB、ジェイアール東日本企画、GYAO）

キャスト
テレビ・シリーズのレギュラー陣に加え、オムニバス三篇のそれぞれにゲストが出演している。「焼肉定食」篇には赤塚範子役で河井青葉、石田役で佐藤浩市が、「焼うどん」篇には高木清太役で池松壮亮、木村さおり役で小島聖、高木聖子役でキムラ緑子が、「豚汁定食」篇には小川夕起子役で渡辺美佐子、小川哲郎役で井川比佐志が出演した。

- 小林薫
- 河井青葉
- 池松壮亮
- 小島聖
- キムラ緑子
- 渡辺美佐子
- 井川比佐志
- 不破万作
- 綾田俊樹
- 山中崇
- 安藤玉恵
- 宇野祥平
- 金子清文
- 中山祐一朗
- 須藤理彩
- 小林麻子
- 吉本菜穂子
- 平田薫
- 谷村美月
- 篠原ゆき子
- 片岡礼子
- 松重豊
- 光石研
- 多部未華子
- 余貴美子
- 佐藤浩市
- オダギリジョー

受賞
マスター役で出演した小林薫が本作で第26回日本映画批評家大賞主演男優賞を受賞した。
映画宣伝
日本
- 公開にあわせて、毎日放送ほか地上波17局で、テレビドラマ第三部を再放送した。
- 公開に先駆けて、ノベライズ（小説）を2016年10月6日に発売した。

- 大石直紀『続・深夜食堂』安倍夜郎 原作、小学館、東京〈小学館文庫〉、2016年10月11日。ISBN 978-4-09-406330-1。 NCID BB19179318。OCLC 962231557。全国書誌番号:22802878。

- ファミリー劇場が、公開を記念してテレビドラマ全三部及び映画『深夜食堂』並びに特別番組『映画『続・深夜食堂』ナビ』（全4回）を放送した。
- 2016年10月15日から開催のRKBラジオ祭りで、劇中に登場する焼きうどんを再現販売した。
- 映画館T・ジョイリバーウォーク北九州と小倉焼うどん研究所関係飲食店とで「相互半券キャンペーン」を2016年11月5日からの開催を企画した。T・ジョイリバーウォーク北九州の『続・深夜食堂』鑑賞者は小倉焼うどん研究所関係飲食店で、小倉焼うどん研究所関係飲食店の利用者はT・ジョイリバーウォーク北九州で特典を受ける。
- 東京メトロポリタンテレビジョンは、公開を記念してテレビドラマ第三部全話並びに映画『深夜食堂』を放送した。
- アミューズは、コンピレーションアルバム『深夜食堂のうた』を2016年11月2日に発売した。テレビドラマ並びに映画本編で用いられた7曲に加え、映画続編のために作られた新曲も収録された。

- 『深夜食堂のうた』ASCU-6104、コンパクト・ディスク、アミューズ、東京、2016年11月2日。全国書誌番号:23702003。

台湾
- 台灣大戶屋股份有限公司は、台湾で運営する大戸屋において、期間限定で原作に登場する料理12品を提供した。

### 中国
2017年2月13日、梁家輝が監督・主演する映画版「深夜食堂」が上海でクランクインし、2019年8月30日に中国で公開された。日本未公開。
スタッフ
- 導演：梁家輝[595]

キャスト
- 梁家輝[596]
- 劉濤[595]
- 楊祐寧[596]
- 魏晨[595]
- 鄭欣宜[596]
- 張藝上[595]
- 金世佳[596]
- 焦俊艷[595]
- 金燕玲[596]
- 馮淬帆[595]
- 張立[596]
- 梁靖康[595]
- 杜雨宸[596]
- 王靖雯[595]
- 鄧超[596]
- 彭于晏[595]
- 張一白[596]
- 陳建州[595]
- 郝平[596]
- 蔣雯麗[596]
- 吳廷燁[595]

## 朗読劇

### 台湾
日本での単行本刊行から10年となるのを記念して、中国語版を出版する新経典文化股份有限公司と、台北広域圏でラジオ放送を行う国営FMラジオ局の台灣全民廣播電台股份有限公司とが、ラジオ朗読劇『深夜食堂』を製作し、2017年6月5日から5回にわたって放送した。出演は俳優の莫子儀だった。